# Rzehakinina
Rzehakinina es un suborden de foraminíferos inicialmente incluido en el orden Lituolida, que agrupa taxones tradicionalmente incluidos en el Suborden Textulariina del orden Textulariida. Actualmente es considerado un sinónimo posterior del Suborden Schlumbergerinina. Su rango cronoestratigráfico abarca desde el Jurásico hasta la Actualidad.

## Clasificación
Rzehakinina incluye a la siguiente superfamilia:
- Superfamilia Rzehakinoidea